# بخش اسپرینگ فیلد (شهرستان راس، اوهایو)
بخش اسپرینگ فیلد (به انگلیسی: Springfield Township) یک منطقهٔ مسکونی در ایالات متحده آمریکا است که در شهرستان روس، اوهایو واقع شده‌است.
 بخش اسپرینگ فیلد ۷۹٫۸ کیلومتر مربع مساحت و ۲٬۲۷۷ نفر جمعیت دارد و ۲۴۸ متر بالاتر از سطح دریا واقع شده‌است.